# Carlos Tomás de Löwenstein-Wertheim-Rochefort
Carlos Tomás de Löwenstein-Wertheim-Rochefort (7 de marzo de 1714-6 de junio de 1789) fue entre 1735 y 1789 el tercer Príncipe de Löwenstein-Wertheim-Rochefort.

## Familia
Carlos Tomás era el mayor de los hijos varones y segundo vástago del Príncipe Dominico Marquard, 2.º Príncipe de Löwenstein-Wertheim-Rochefort (1690-1735), y de su esposa Cristina Francisca Polixena (1688-1728), hija del Landgrave Carlos de Hesse-Wanfried con su segunda esposa, la Condesa Juliana Alexandrina de Leiningen-Dagsburg.
El 7 de julio de 1736 en Viena contrajo matrimonio con la Princesa María Carlota de Holstein-Wiesenburg (1718-1765). Su único vástago e hija Leopoldina (1739-1765) se casó en 1761 con su primo, el Príncipe Carlos Alberto II de Hohenlohe-Waldenburg-Schillingsfürst (1742-1796). Después de la muerte de su primera esposa, se casó morganáticamente el 4 de febrero de 1770 con María Josefa von Stipplin (1735-1799). Este matrimonio no tuvo hijos.

## Estudio
Carlos Tomás estudió en Praga y en París. A partir de 1735 fue el miembro correspondiente de la Académie française y durante su vida mantuvo una gran biblioteca.

## Carrera militar
El 4 de mayo de 1758 fue creado Teniente General palatino y el 31 de diciembre de 1769 Teniente Mariscal de Campo imperial.

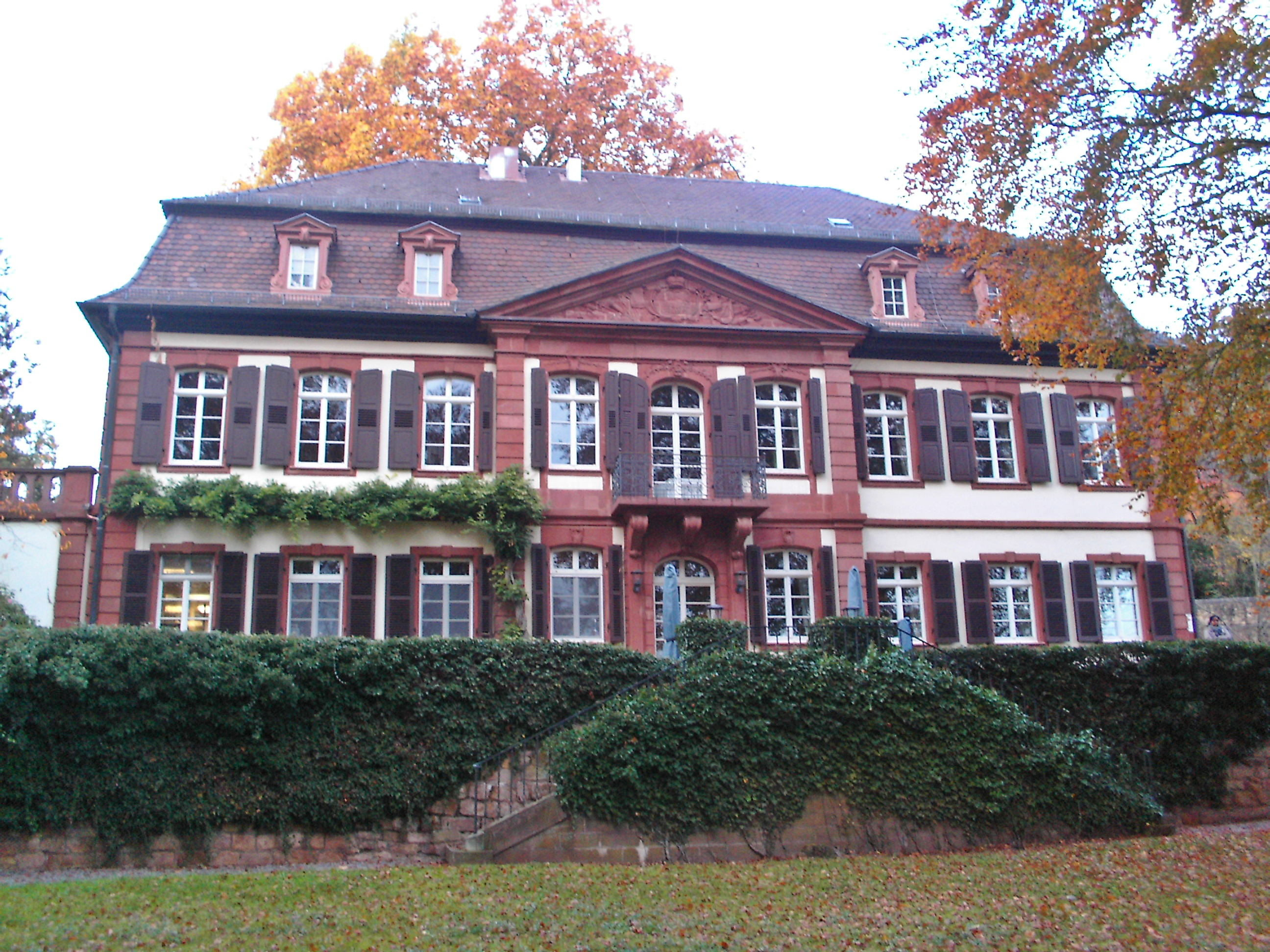
Schloss Löwensteiner, en Albersweiler-St. Johann.

## Sucesor
Después de más de cincuenta años como príncipe reinante y sin herederos varones legítimos, Carlos Tomás fue sucedido tras su muerte por su sobrino, Dominico Constantino (1762-1814), hijo de su hermano menor, el Príncipe Teodoro Alejandro de Löwenstein-Wertheim-Rochefort (1722-1780).